# 伊藤望恵
伊藤 望恵（いとう みえ）は、日本の声優。所属事務所は大阪テレビタレントビューロー。アミューズメントメディア総合学院声優科卒業。

## 出演作品

### CM
- サントリー

### ゲーム
- SNK VS. CAPCOM SVC CHAOS（アテナ）
- ネオジオバトルコロシアム（アテナ）